# Sulz am Neckar
Sulz am Neckar is een plaats in de Duitse deelstaat Baden-Württemberg, gelegen in het Landkreis Rottweil. De stad telt 12.458 inwoners.

## Geografie
Sulz am Neckar heeft een oppervlakte van 87,60 km² en ligt in het zuidwesten van Duitsland. De plaats ligt aan de Neckar.
Aichhalden ·
Bösingen ·
Deißlingen ·
Dietingen ·
Dornhan ·
Dunningen ·
Epfendorf ·
Eschbronn ·
Fluorn-Winzeln ·
Hardt ·
Lauterbach ·
Oberndorf am Neckar ·
Rottweil ·
Schenkenzell ·
Schiltach ·
Schramberg ·
Sulz am Neckar ·
Villingendorf ·
Vöhringen ·
Wellendingen ·
Zimmern ob Rottweil